# 佐竹義茂
佐竹 義茂（さたけ よししげ、文化8年（1811年） - 慶応4年7月8日（1868年8月25日））は、佐竹氏一門の佐竹西家16代当主。久保田藩大館第10代所預。
父は西家佐竹義幹。正室は佐竹義術の娘武子。子は佐竹義遵。幼名は元千代。通称は近江。号鸞斎、此君斎。

## 経歴
文化8年（1811年）大館城代佐竹義幹の子として生まれる。大館城代として藩主佐竹義睦に仕えた。嘉永7年（1854年）藩主義睦の将軍徳川家定への拝謁に同席する。安政6年（1859年）藩が幕府より松前警衛を命じられ、家臣を派遣する。慶応4年（1868年）死去。享年58。
書や和歌に秀でた文人でもあり、正室の北家義術の娘武子も歌人である。